# Maison Švapčić à Kraljevo
La maison Švapčić à Kraljevo (en serbe cyrillique : Аџића кућа у Краљеву ; en serbe latin : Adžića kuća u Kraljevu) se trouve à Kraljevo, dans le district de Raška, en Serbie. Elle est inscrite sur la liste des monuments culturels protégés de la république de Serbie (identifiant no SK 411),.

## Présentation

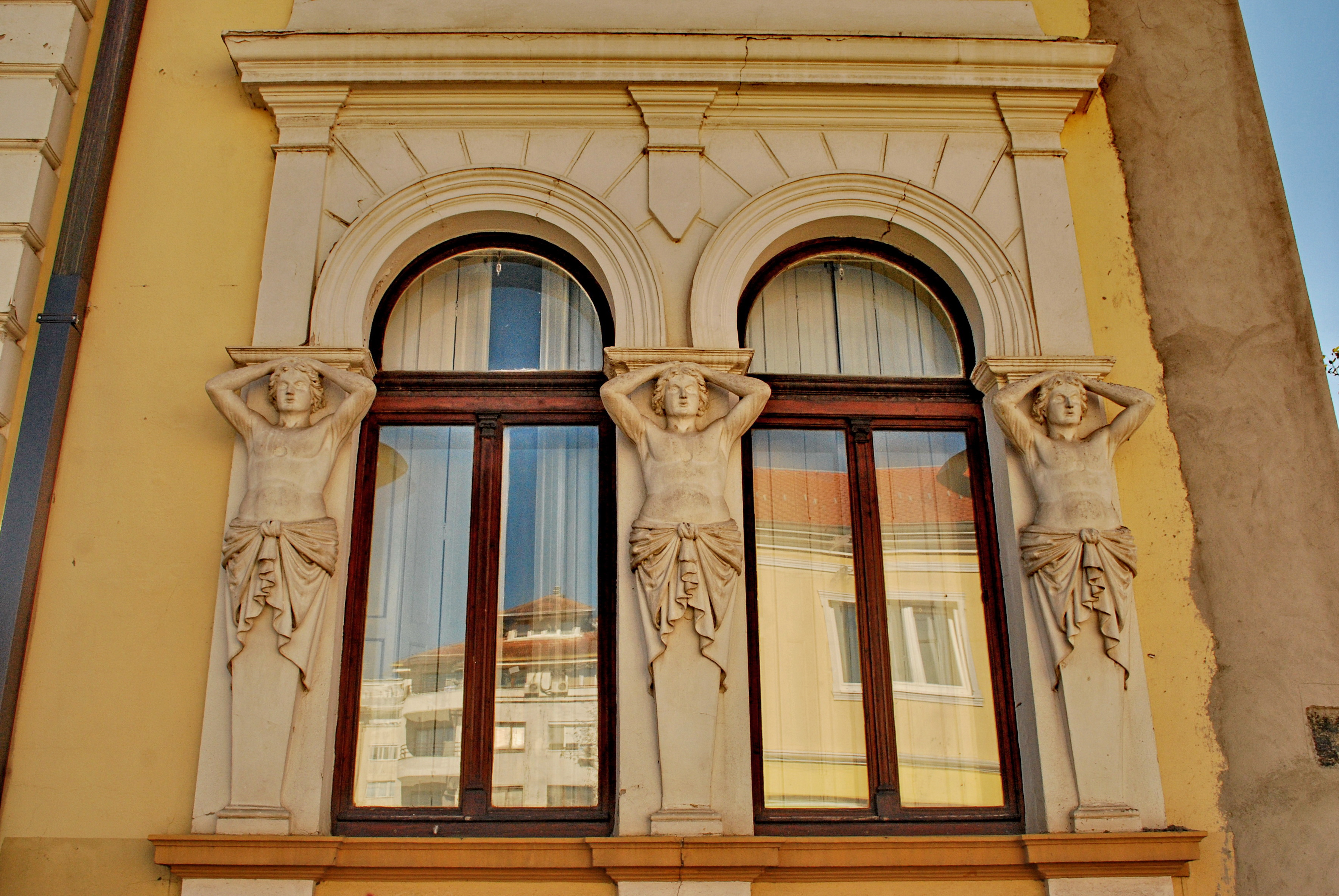
Détail d'atlantes.

Située 24 rue Cara Lazara, la maison de la famille Dimitrijević, plus connue sous le nom de « maison Švapčić », est considérée comme l'une des plus belles et des plus anciennes maisons de Kraljevo. Elle a été construite entre 1904 et 1906 pour le riche marchand Dimitrije Mika Dimitrijević dans un style néo-classique. Elle est restée dans la famille même après la Seconde Guerre mondiale, à l'époque où beaucoup de biens privés ont été confisqués par l'État. En 1978, l'État a finalement acheté la maison à l'héritier du premier propriétaire et l'Institut pour la protection du patrimoine de Kraljevo s'y est installé ; depuis, l'Institut occupe toujours le bâtiment.
Le bâtiment est composé d'un vaste sous-sol, d'un rez-de-chaussée et d'un grenier ; le soubassement est constitué de gros blocs de grès de couleur gris-jaune. La façade principale, bien conservée, est rythmée par six fenêtres groupées par deux ; au centre, ces fenêtres, rectangulaires, sont surmontées de tympans triangulaires tandis que les fenêtres des deux parties latérales sont en plein cintre. La particularité de ces fenêtres latérales est qu'elles sont encadrées d'atlantes en argile cuite qui soutiennent des pilastres engagés ; la pierre profilée confère à l'ensemble un caractère relativement monumental. Le portail d'origine en fer forgé a été conservé.

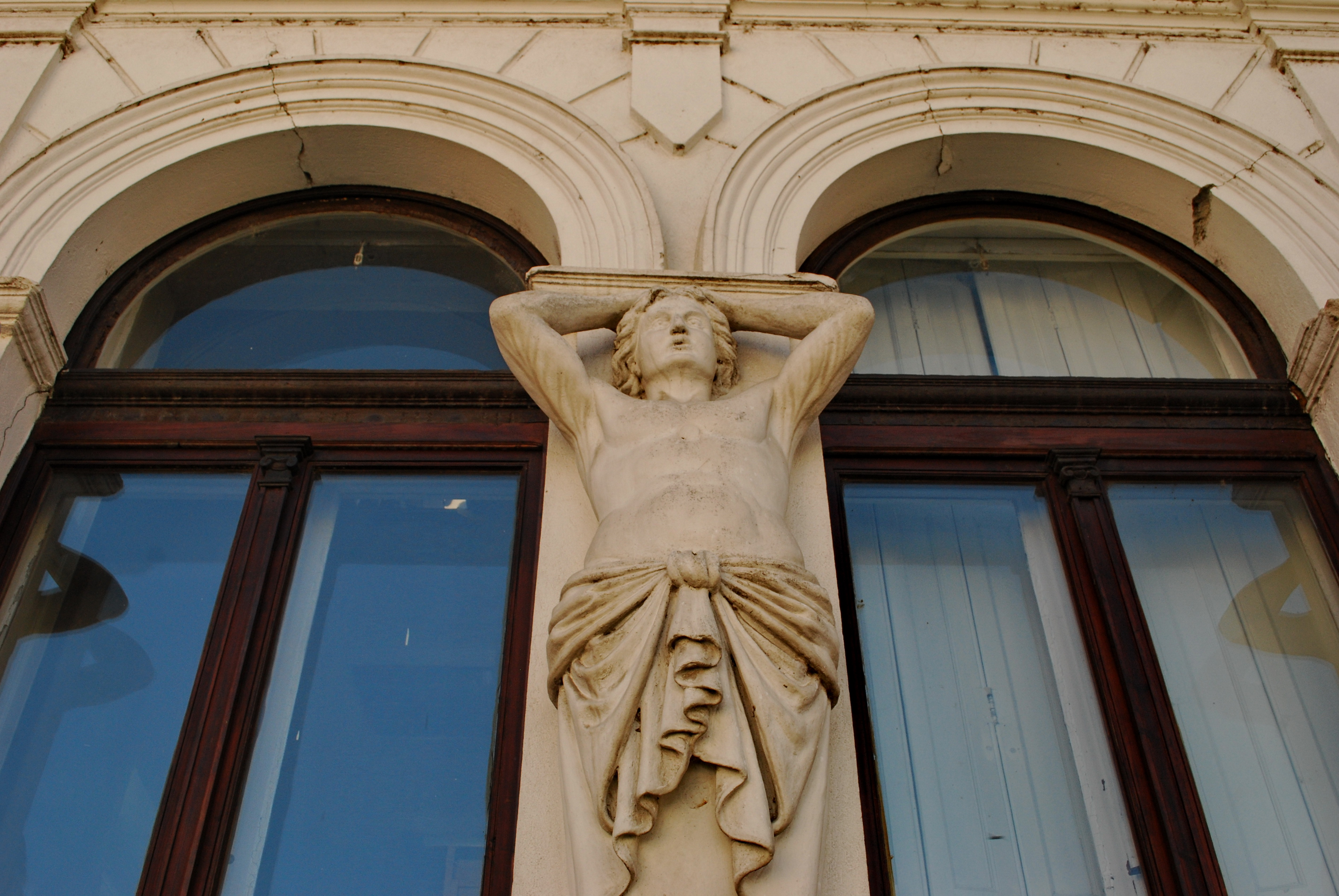
Détail d'un atlante.

Le rez-de-chaussée dispose de 14 pièces ; la menuiserie en bois décoré n'a pas changé et la maison a également conservé un poêle en faïence avec des ustensiles en argent qui sert toujours ainsi qu'une décoration florale préservée dans plusieurs pièces.